# Qinlao (köpinghuvudort i Kina, Heilongjiang Sheng, lat 47,03, long 127,56)
Qinlao (kinesiska: 勤劳, 勤劳镇) är en köpinghuvudort i Kina. Den ligger i provinsen Heilongjiang, i den nordöstra delen av landet, omkring 160 kilometer nordost om provinshuvudstaden Harbin. Antalet invånare är 17 011. Befolkningen består av 8 281 kvinnor och 8 730 män. Barn under 15 år utgör 12,0 %, vuxna 15-64 år 80 %, och äldre över 65 år 6,0 %.
Runt Qinlao är det ganska tätbefolkat, med 67 invånare per kvadratkilometer. Närmaste större samhälle är Shuangfeng, 16,6 km öster om Qinlao. Trakten runt Qinlao består till största delen av jordbruksmark.
Genomsnittlig årsnederbörd är 915 millimeter. Den regnigaste månaden är juli, med i genomsnitt 219 mm nederbörd, och den torraste är januari, med 9 mm nederbörd.